# André Kartoredjo
André Kartoredjo is een Surinaams oud-politicus. Hij was in 1991 minister van Landbouw, Veeteelt en Visserij (LVV). 

## Biografie
André Kartoredjo was was lid van de KTPI en werd op 11 oktober 1991 beëdigd als minister van LVV. De regering was al op 16 september aangetreden, maar politieke bezwaren hadden ervoor gezorgd dat vier ministersposten later werden bezet, waaronder de zijne. Medio december gaf KTPI-leider Willy Soemita te kennen dat Kartoredjo ziek was en van de dokter twee weken niet mocht werken. Soemita sprak zelf de verwachting uit dat Kartoredjo niet op korte termijn zou herstellen. Volgens de Volkskrant werd echter aangenomen dat Kartoredjo niet bestand was tegen de bemoeizucht van Soemita, die dagelijks instructies kwam brengen en zelf in 1977 als minister had moeten aftreden vanwege corruptie. Op 27 december 1991 diende Kartoredjo zijn ontslag in.